# Post-målerisk abstraktion
Post-målerisk abstraktion (engelska: Post-painterly abstraction) är en term med ursprung hos den amerikanske konstkritikern Clement Greenberg, i samband med den av honom kuraterade konstutställningen Post Painterly Abstraction 1964. Utställningen på Los Angeles County Museum of Art presenterade nya riktningar inom den abstrakta konsten och "post-målerisk abstraktion" kom att bli ett slags paraplybeteckning för flera abstrakta stilar som härstammade ifrån men sedan mitten av 1950-talet på olika sätt bröt mot den föregående abstrakta expressionismen, såsom hard-edge, stain painting, Washington color painters, systemic painting, minimal painting, färgfältsmåleri och lyrisk abstraktion.
Termen var inte tänkt som "post-målerisk"; den myntades utifrån en definition av "målerisk abstraktion" som "abstrakt expressionism" och den hade därmed även kunnat heta "post abstrakt expressionism". Greenberg tyckte att den abstrakta expressionismen, eller den måleriska abstraktionen som han föredrog att kalla den, hade stelnat och förfallit till upprepande av gester. Den nämnda utställningen var alltså ett sätt att presentera nya riktningar för konsten efter den abstrakta expressionismen. Ett antal av de utställda verken hade faktiskt måleriska inslag, men hanterade på ett annat vis.
Greenberg själv såg positivt på det minskade personliga uttrycket och en större vikt vid formalism, gärna renare färgytor, öppnare lösningar och reducerade uttrycksmedel. Men han uppskattade även den mer subjektivt expressionistiska och måleriska lyriska abstraktionen som också den kom att inkluderas i den post-måleriska abstraktionen.
Efter hand som det abstrakta måleriet fortsatte att röra sig mot olika riktningar, bort från abstrakt expressionism, kom post-målerisk abstraktion som övergripande term för denna utveckling, att från mitten av 1960-talet avlösas av termer för olika rörelser, som minimalism, hard-edge painting, lyrisk abstraktion och färgfältsmåleri.

## Exempel på konstnärer
| - Helen Frankenthaler - Ellsworth Kelly - Jules Olitski - Kenneth Noland | - Frank Stella - Morris Louis - John Walker |